# Кавказская агама
Кавка́зская ага́ма (лат. Paralaudakia caucasia) — вид агамовых ящериц из рода Paralaudakia.

## Внешний вид
Крупные ящерицы с длиной тела до 15—16 см и длиной хвоста до 20—23 см, масса до 160 г. Самцы несколько больше самок. Голова, туловище и основание хвоста уплощённые. Остальная часть хвоста в поперечном сечении округлая.

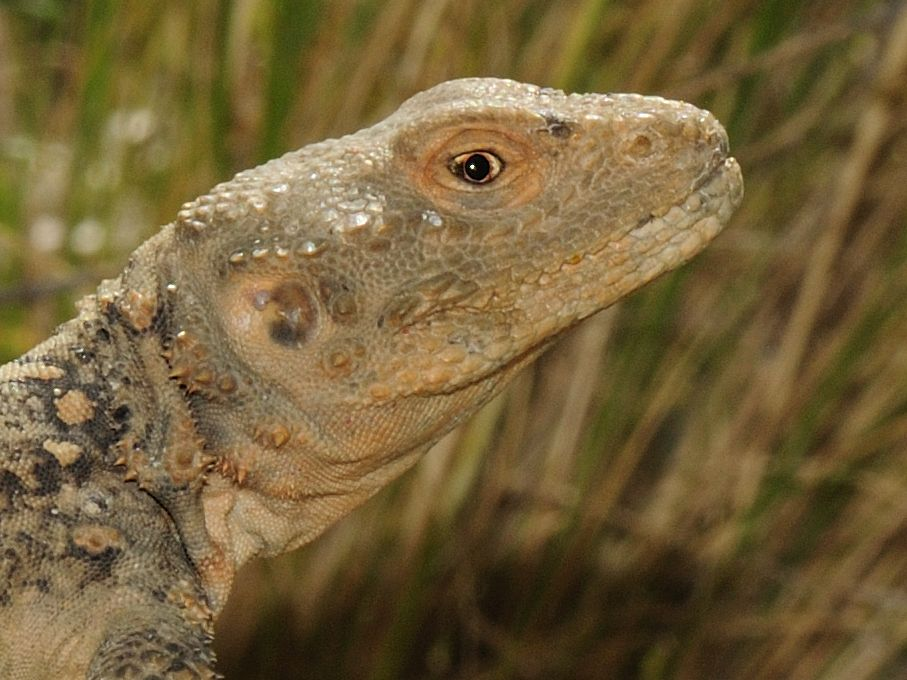
Голова кавказской агамы

Верхняя сторона морды, кроме надглазничной области, покрыта слегка выпуклыми щитками. Теменной глаз не выражен. Щитки затылочной области однородные и мелкие. Носовой щиток вздутый. Бо́льшую его часть занимает направленная вбок и потому не видимая сверху ноздря. Верхнегубных щитков 11—16. Барабанная перепонка располагается на поверхности. Позади неё и по бокам шеи имеются складки кожи, которые на концах покрыты увеличенными коническими чешуйками. Хорошо выражена складка на горле.
Туловище сверху покрыто щитками разного размера. Вдоль хребта проходит полоса из крупных пяти- или шестиугольных чешуй. Чешуи боков более мелкие, имеют коническую форму. Ближе к брюшной стороне они более крупные, сильноребристые или шиповатые. Чешуи на горле и груди гладкие. Брюшные чешуи гладкие, имеют четырёхугольную формы и образуют более или менее правильные поперечные и косые продольных ряды. Чешуи хвоста имеют тупые рёбрышки, переходящие в плотные короткие шипы, организованы в поперечные кольца, при этом по крайней мере в первой трети хвоста каждые два (изредка три) кольца объединяются в хорошо выраженные сегменты, которые соответствуют хвостовым позвонкам. Пальцы на задней конечности уплощены с боков. Четвёртый палец длиннее третьего. У взрослых самцов на середине брюха имеется группа мозолистых чешуй (пор), ещё 3—5 рядов таких чешуй расположено перед клоакой.
Окраска спины разнообразна и зависит от субстрата. Так, на светлых известняковых скалах она пепельно-серая, на базальтовых лавах — бурые, а на красных песчаниках — красновато-коричневые. По бокам спины имеется сетчатый рисунок из тёмных разводов и линий. Последние могут образовывать кружки неправильной формы со светлыми центрами. Между такими кружками располагаются тёмные и кремовые пятнышки. На хвосте неясные поперечные полосы. Горло обычно с более или менее выраженным мраморным рисунком. Брюхо у самок светлое или розовато-кремовое, а у самцов грязно-серое, с тёмно-оливковым участком посередине и перед клоакой. В брачный период горло, грудь, передние ноги и часть брюха становятся черновато-синими. Молодые ящерицы с мелкими светло-коричневыми пятнышками на спине и крупными пятнами позади головы, на горле, груди, брюшной поверхности задних ног и хвоста. У агам моложе года на спине часто хорошо заметны тёмные и светлые поперечные полосы.

## Распространение
Кавказская агама распространена в Закавказье (на востоке и юге Грузии, в Армении, Азербайджане), в российском Дагестане, на востоке Турции, на севере Ирана, в Ираке, Афганистане, на северо-западе Пакистана, и прилегающих районах Индии, на юго-западе Туркменистана (Красноводское плато, Мешедские пески, Большой Балхан, Малый Балхан, Копетдаг, Бадхыз), отмечена в окрестностях Чубека на юге Таджикистана.

## Образ жизни

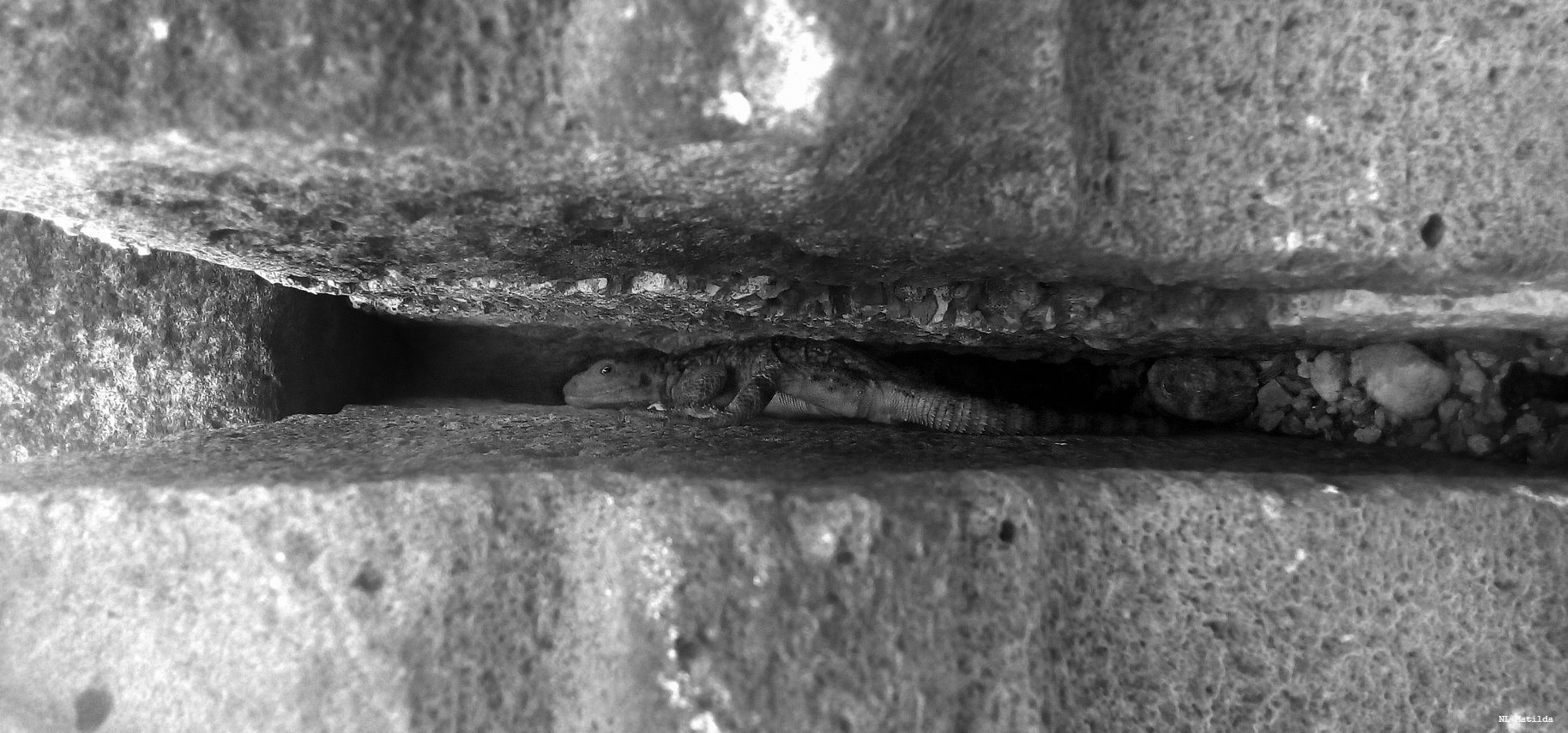
Кавказская агама может забираться в щели в скалах для защиты

Питается насекомыми и другими членистоногими, а также растительной пищей.
Кавказская агама при защите забивается в нору или в расщелину среди камней и раздувает тело, набрав больше воздуха, при этом «ершистая» кожа не позволяет её вытянуть из укрытия.

## Генетика
Диплоидный кариотип представлен 34 хромосомами: 12 макрохромосомами и 22 микрохромосомами. Состав макрохромосом может отличаться у разных популяций: по данным Степаняна они представлены 10 метацентрическими и 2 субметацентрическими хромосомами, а по данным Арронет — 8 метацентрическими и 4 субметацентрическими. Половые хромосомы не обнаружены.